# Raga rock

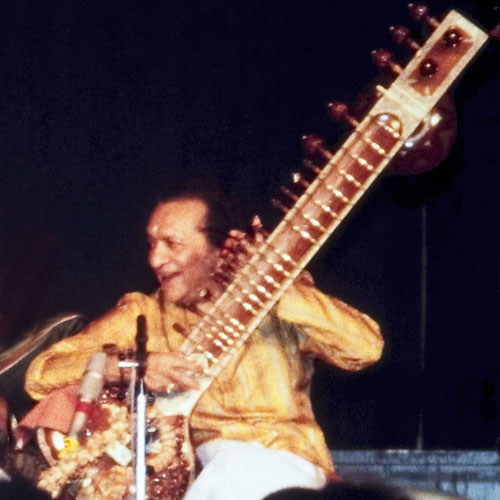
Ravi Shankar, virtuoso del sitar, ispirò i Beatles ad introdurre musicalità indiane nel loro repertorio.

Il raga rock è un genere di musica rock in voga per qualche tempo negli anni sessanta, caratterizzato da una significativa influenza proveniente dalla musica indiana e, talvolta, dall'utilizzo del sitar, strumento tradizionale indiano (simulato spesso con una chitarra elettrificata a sei o a dodici corde).
A lanciare questo tipo di musica fu, secondo i critici dell'epoca, il complesso californiano dei Byrds che su tale sonorità basò quasi completamente gli album Fifth Dimension del 1966 e The Notorious Byrd Brothers del 1968.
Altri esempi di raga rock sono ravvisabili in alcuni brani dei Beatles quali Norwegian Wood (This Bird Has Flown), Rain, Love You To, Tomorrow Never Knows, Within You Without You e in una canzone degli Yardbirds cioè "Heart Full of Soul" (la prima canzone occidentale in cui compare un sitar). 
Influenze provenienti dalla musica classica indiana sono inoltre rintracciabili in alcune composizioni dei Rolling Stones (Paint It Black), dei Velvet Underground (Venus in Furs) e dei Doors (The End).
Un altro esempio puramente in stile raga rock è la canzone "Govinda" dei Kula Shaker che, oltre ad avere sonorità tipicamente indiane, presenta un testo interamente in sanscrito.